# Falefa

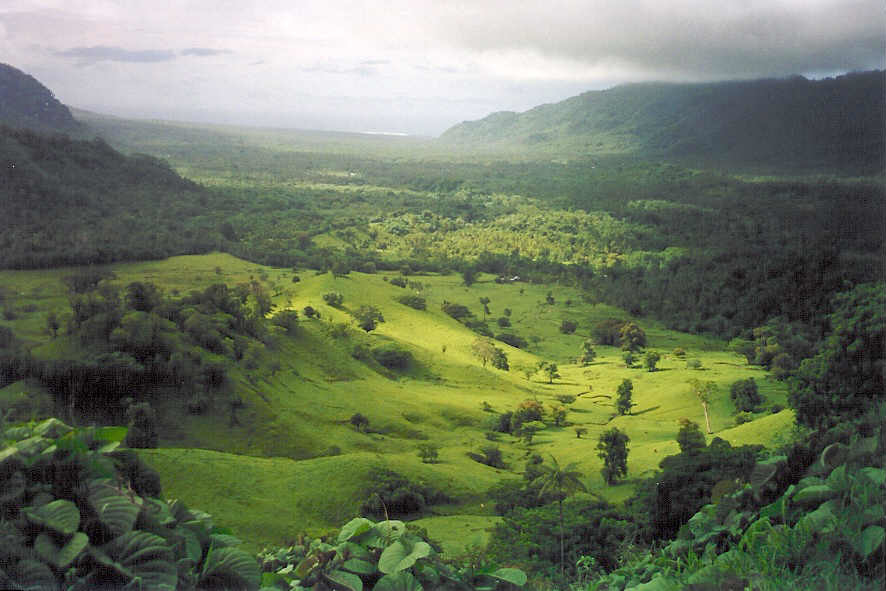
Falefa Valley looking north from Le Mafa Pass

Falefa Valley ist eine Landschaft im Osten der Insel Upolu in Samoa. Das Tal ist ein Teil der traditionellen Häuptlingschaft Falefa, wobei der südliche Teil am Le Mafa Pass die natürliche Grenze zwischen Falefa und dem benachbarten Lotofaga bildet. Politisch gehört das Gebiet zum Distrikt Atua. In dem Gebiet wurden verschiedene archäologische Studien durchgeführt. 
Besondere ein wissenschaftliches Team aus Neuseeland unter Leitung von Roger Curtis Green und Janet Davidson hat dort gearbeitet. Am Ende des Tales liegt das Dorf Falefa. Nach Nordosten schließt sich der kleinere Distrikt Vaʻa-o-Fonoti an, wo ausgedehnte Schutzgebiete eingerichtet sind.
Eine Hauptstraße der Insel verläuft von Norden nach Süden auf der Ostseite des Tales, welche das Gebiet mit den Siedlungen im Südosten, unter anderem Aleipata-Inseln und Lotofaga, verbindet.